# 主板
或母板（motherboard）也称主板、系统板、逻辑板（logic board）、底板等，简称，是构成复杂电子系统例如電子計算機的中心或者主電路板。
主板的主要功能是提供一系列接合點，形成一个能整合處理器、內存、存储装置（硬盘、固态驱动器、闪存等）、顯示卡、声卡、网卡和各种外部设备的连接平台。主板通常直接固定在机箱内壁，表面设计有可以直接插入扩展卡的插槽或可以连接其它内置设备（比如光驱）的線路連接。主機板上最重要的構成元件是晶片組。早期的晶片組通常由北橋和南橋組成，不過在2010年後，Intel/AMD將北橋功能整合至CPU，所以現在的主機板只剩下南橋晶片。晶片組為主機板提供一個通用平台供不同裝置連接，控制不同裝置的溝通。它亦包含對不同擴充插槽的支援，例如處理器、PCI Express。晶片組亦為主機板提供額外功能，例如內建於晶片組的GPU。現在的家用主板絕大多數內建音效卡、網路卡。一些主板也集成紅外通訊技術、藍牙和802.11（Wi-Fi）等功能。部分電競主機板支援RGB LED光效功能。
主板特指具有扩展能力的PCB，顾名思义，该主板通常被称为所有连接组件的“母”，通常包括外围设备、接口卡：声卡、显卡、网卡、硬盘、电视调谐卡、IEEE 1394卡以及各种其他自定义组件。
类似地，术语「主板」应用于具有单个板并且没有额外扩展能力的设备，例如打印机、电视机、洗衣机、手機、嵌入式系统中的控制板。

## 主要组成
下圖的LGA 1366主機板包含南橋和北橋，這是最後一代使用雙晶片的主機板。之後所有Intel與AMD的主機板僅有南橋，北橋已整合到CPU。
1. CPU插座 (LGA 1366)
2. 北橋（被散熱片覆蓋）
3. 南橋（被散熱片覆蓋）
4. 記憶體插座（三通道）
5. PCI擴充槽
6. PCI Express擴充槽
7. 跳線
8. 控制面板（開關掣、LED等）
9. 20+4pin主機板電源
10. 4+4pin處理器電源
11. 背板I/O
12. 前置USB針腳
13. 前置面板音效針腳
14. SATA插座
15. ATA插座（大部分Intel Sandy Bridge微架構以後的家用主板都已捨棄IDE介面）
16. 軟碟機插座（2010年代起，絕大多數主板已捨棄軟碟機介面）

## 溫度與可靠度
主機板一般會使用散热片給晶片組和CPU散熱，在以前這種被動散熱方式可以滿足需求。直到1990年，因為處理器的頻率提升以及功率上升，所以CPU散熱器需要掛載風扇以滿足散熱需求。除此之外，也有機殼的風扇幫助散熱。現在的主機板整合了溫度感測器，用於偵測CPU等裝置的溫度，透過BIOS或是作業系統分析溫度變化以控制風扇的轉動速度。

## 历史
在微处理器的发明之前，数字计算机由卡笼外壳中的多个印刷电路板组成。在非常古老的设计中，铜线是卡连接器引脚之间的分立连接，但印刷电路板很快成为标准做法。中央处理单元（CPU）、存储器和外围设备安装在单独的印刷电路板上，这些印刷电路板插入背板中。20世纪70年代无处不在的S-100总线就是这种背板系统的一个例子。
20世纪80年代最流行的计算机，如Apple II和IBM PC，已经发布了允许快速逆向工程和第三方替换主板的原理图和其他文档。通常用于构建与示例兼容的新计算机，许多主板提供额外的性能或其他功能，并用于升级制造商的原始设备。
在20世纪80年代末至今，将越来越多的周邊裝置功能整合到主板上讓電腦變得经济实惠。在20世纪80年代后期，个人计算机主板能够通過Super I/O晶片支持一组低速外设：键盘、鼠标、软盘驱动器、串行端口和并行端口。20世纪90年代末至今，许多个人电脑主板都整合了聲卡、顯示卡、網路卡而不需要安裝多餘的扩展卡，現在的個人電腦通常仅将顯示卡保留为单独的介面卡。工作站和服务器更可能需要扩展卡。

## BIOS 啟動
電腦主機板是電腦的主要骨幹，上面有實體電路並且用電路將各元件做聯結，而可控制主機板上邏輯電路運作的是使用者、軟體程式以及輸入裝置；但是要從關機狀態啟動，則必須執行初始化的軟體指令。
大部分的主機板的BIOS儲存在Flash ROM晶片內，用於對主機板作啟動的初始化；在啟動的過程中包含記憶體、周邊裝置都會被測試以及做初始設定，這個過程稱為 加电自检（POST），若是在 POST 的過程中出現錯誤，則主機會發出"嗶"聲或是出現錯誤訊息在螢幕上。
從2011年起，大部分的零售主板已採用UEFI BIOS，一些廠商（尤其是微星科技、華碩）還率先匯入圖形界面UEFI BIOS等技術。
大約從Pentium III起，主板廠商逐步在BIOS中加入了超頻功能，但是自Intel Sandy Bridge微架構開始，Intel對超頻進行大幅限制，不支援超頻的Intel處理器（如大部分型號不以K結尾的桌上型Intel Core處理器）難以超頻。AMD則是持開放的態度不禁止玩家超頻，這個情況一直到AMD Ryzen系列後AMD才鎖上A320主機板。OEM主板的BIOS通常不支援超頻。基於穩定性考慮，伺服器超頻是不允許的。

## CPU插座
不同CPU系列使用不同插槽。後期CPU插槽，數字多數与針腳數量相同。前期CPU插槽則根據問世次序命名。

### Intel處理器插槽

電腦配件圖中8是主機板安裝位置

- Socket 2 及 Socket 3 - Intel 80486。
- Socket 7 - Intel Pentium OverDrive 和 Pentium MMX、AMD K5、K6、K6-2、K6-3、K6-2+、K6-3+、Rise mP6、IDT／Centaur 的WinChip、WinChip2和一些IBM及Cyrix处理器。
- Socket 8 - Pentium Pro。
- Slot 1 - Pentium II、Pentium III和Celeron（233MHz-1.13GHz）。
- Slot 2 - Pentium II Xeon、Pentium III Xeon處理器（Pentium II/III 核心）。
- Socket PAC418  - Itanium處理器。
- Socket PAC611  - Itanium 2處理器。
- Socket 370 - Celeron 和 Pentium III（800MHz—1.4GHz）。
- Socket 423 - Pentium 4 和 Celeron（建基於Willamette核心）。
- Socket 478 - Pentium 4 和 Celeron（建基於Northwood、Prescott，以及Willamette 核心）。
- Socket 479 - Pentium M 和 Celeron M（建基於 Banias 和 Dothan 核心）。
- Socket 480 - Pentium M（建基於 Yonah 核心）。
- Socket 603／604- Xeon - 建基於 Northwood 和 Willamette Pentium 4 核心。
- LGA 775  - Pentium D和Pentium 4和Pentium XE和Pentium Dual-Core、Celeron、Intel Core 2、部分Xeon處理器（建基於Northwood和Prescott、Presler、Yorkfield及Conroe核心）。
- LGA 771  - Xeon處理器（建基於第二代 Core 核心）。
- LGA 1156  - 第1代Core i3、Core i5、Core i7處理器。
- LGA 1366  - Core i7處理器。
- LGA 1155  - Sandy Bridge Core i3，Sandy Bridge Core i5，Sandy Bridge Core i7，Ivy Bridge Core i3，Ivy Bridge Core i5，Ivy Bridge Core i7處理器。
- LGA 2011-0  - Sandy Bridge-E Core i7，Ivy Bridge-E Core i7處理器，對應X79晶片組。
- LGA 2011-v3 - Haswell-E Core i7和Broadwell-E Core i7，對應X99晶片組，不向下相容LGA2011-0。
- LGA 1150 - Haswell架構及Broadwell架構处理器。
- LGA 1151 - Skylake、Kaby Lake、Coffee Lake架構处理器。
- LGA 2066 - Intel Core X系列處理器。
- LGA 1200 - Comet Lake以及Rocket Lake架構處理器。
- LGA 1700 - Alder Lake以及Raptor Lake架構處理器。

### AMD處理器插槽
- Slot A - Athlon處理器。

AMD Socket A 主機板

- Socket 462（即是 Socket A）- Athlon、Athlon XP、Sempron、和Duron處理器。
- Socket 754 - 低階Athlon 64和 Sempron處理器 ，只支援單通道DDR SDRAM。
- Socket 939 - Athlon 64和Athlon 64 X2和Athlon 64 FX處理器 ，支援双通道DDR SDRAM和雙核心技術。
- Socket 940 - Opteron和早期 Athlon 64 FX 處理器 。
- Socket AM2 - Athlon 64及Sempron處理器，支援雙通道DDR2 SDRAM（有940支針腳，但排列跟Socket 940不同）。
- Socket AM2+ - Athlon 64、Sempron處理器 及Phenom处理器 ，支援雙通道DDR2（芯片組整合顯示卡，支援HyperTransport 3.0等技術）。
- Socket AM3 - Athlon II、Phenom II、Sempron II處理器 ，支援雙通道DDR2、DDR3。
- Socket AM3+ - AMD FX系列，向下兼容AM3接口。
- Socket FM1 - AMD APU系列處理器或AMD Athlon系列處理器，核心代号是「Llano」，支援雙通道DDR3内存。AMD APU整合了GPU，AMD Athlon則不整合GPU。
- Socket FM2 - AMD APU系列處理器或AMD Athlon系列處理器，支援雙通道DDR3内存，不兼容FM1接口。AMD APU整合了GPU，而AMD Athlon則不整合GPU。
- Socket AM4 - Zen微架構，Zen+微架構，Zen 2微架構，Zen 3微架構的AMD Ryzen處理器。以及舊製程的「Bristol Ridge」 A6、A8、A10、A12處理器。不向下兼容Socket AM3+ 和Socket FM2接口。
- Socket AM5 - Zen微架構，是超微半導體（AMD）開發的一款CPU插座，將用於Zen 4架構的Ryzen處理器，擁有1718個針腳，與Intel的LGA 1700類似，AMD計劃給予AM5介面5年的支援，與AM4平台類似。
- Socket TR4 - 採用Zen微架構的第一代AMD Ryzen Threadripper處理器，和採用Zen+微架構的第二代AMD Ryzen Threadripper處理器。
- Socket sTRX4 - 採用Zen 2微架構的第三代AMD Ryzen Threadripper處理器。

## 擴展插槽

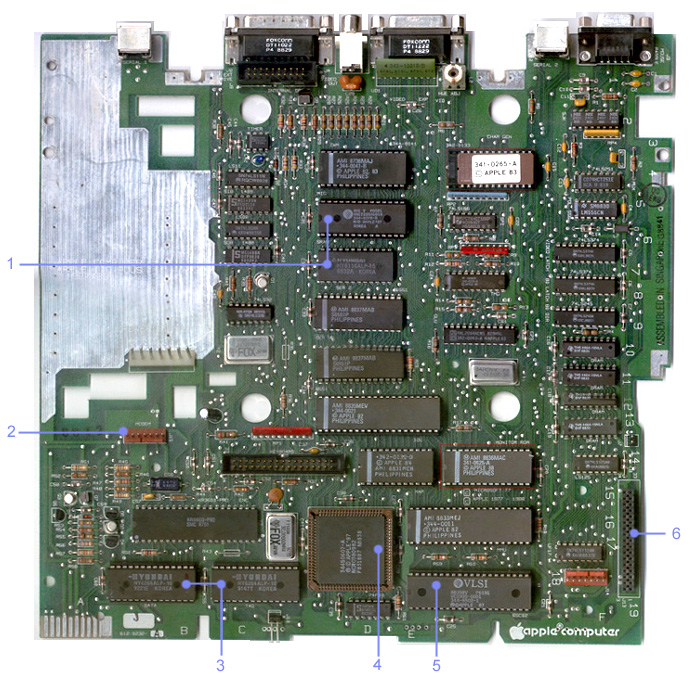
早期 Apple IIc Plus 主機板

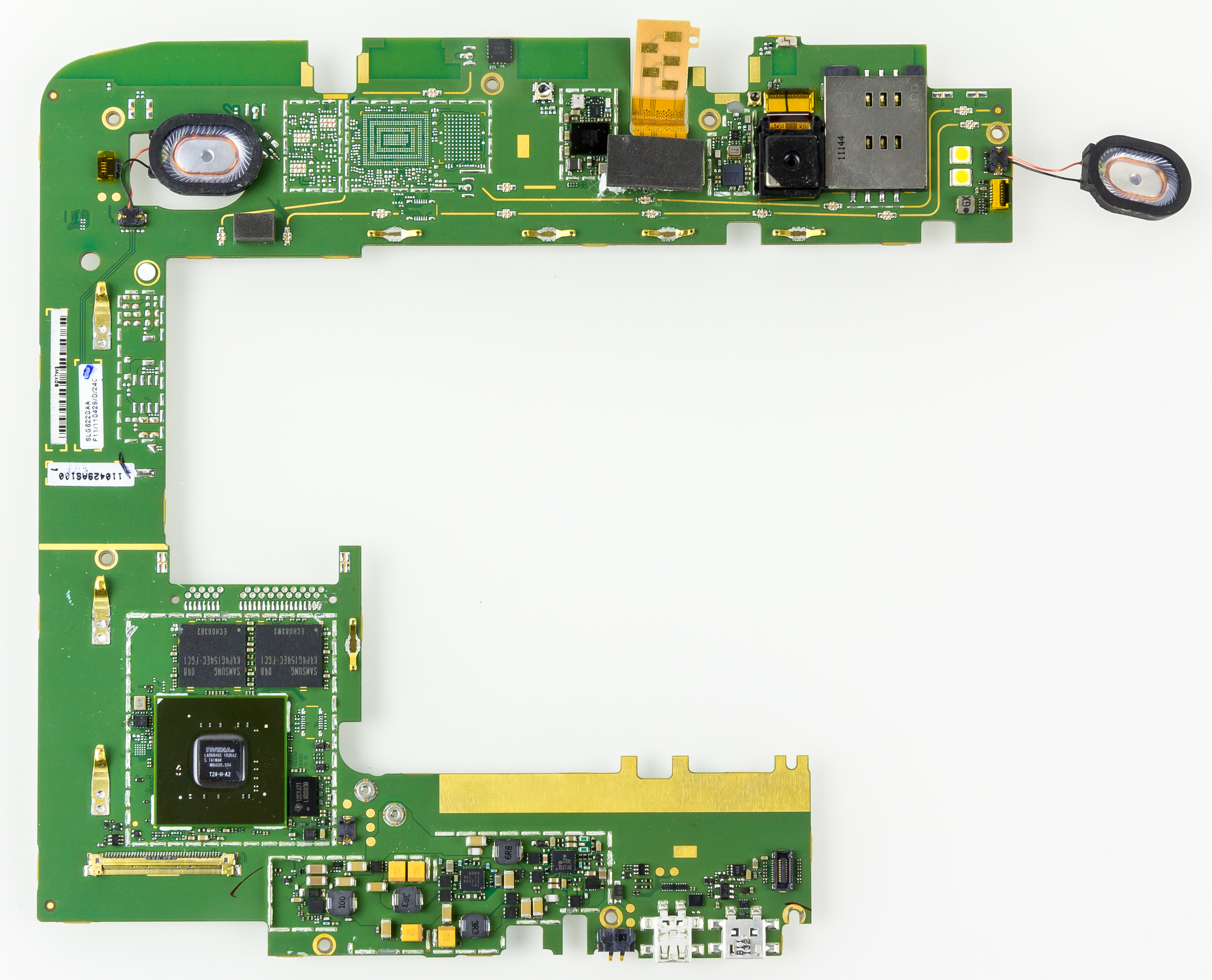
Motorola Xoom平板電腦的主機板

主板通常有數條插槽供扩展之用。早年的主機板使用AGP插槽連接顯示卡，現時AGP已被PCI-Express x16取代。PCI亦已被PCI-Express取代。OEM根据芯片組的限制来决定插槽的类型和数量。
通常有：
- ISA - 8/16-bit，舊制式扩展插槽，現無人使用，16-bit版相容於8-bit版。2004年後已被淘汰。Computer-motherboard

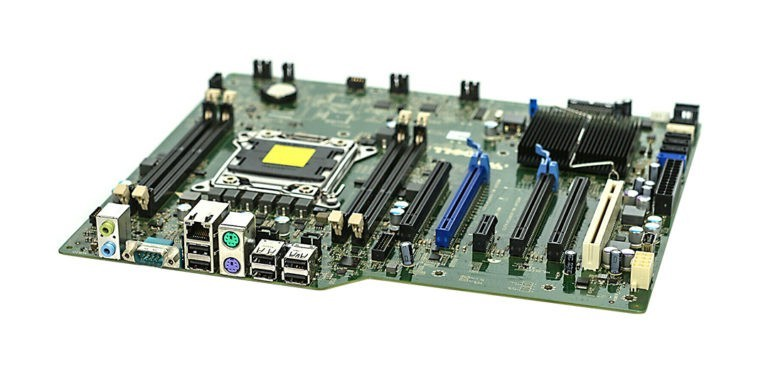
Computer-motherboard

- MCA - 32-bit，微通道，IBM特有技術，僅用於IBM PS/2系列個人電腦上。早已被淘汰。
- EISA - 32-bit，COMPAQ提出，相容8-bit ISA與16-bit ISA。早已過時。
- Local Bus - 32-bit，初期無標準，各晶片組業者自訂自用，如OPTi、SiS皆有自訂版本。早已過時。
- VLB - 32-bit，VESA訂立的Local Bus，是業者紊亂各自訂立Local Bus後的收斂標準。早已過時。
- PCI - 32/64-bit，由Intel提出，是PC平台上首個真正做到通用、相容性好的匯流排介面，取代Local Bus、VLB之用，以前較常用，能接上电視卡、声效卡、網路卡。已被PCI Express取代。
- PCI-X - 64-bit，工作站、伺服器用，已被PCI Express取代。
- AGP - 32-bit，接上或升級顯示卡之用（上代），另有供電強化的AGP-Pro，64-bit版AGP雖有制訂的規格標準，但從未真正實現過。已被PCI-Express x16取代。
- PCI Express ，串列傳輸，有PCIe x1、PCIe x2、PCIe x4、PCIe x8、PCIe x16等規格，簡稱PCI-E或PCIe，與ISA、PCI皆為通用型擴充槽，即不限定連接擴充用途。PCIe x16主要用於連接顯示卡。PCIe x1可連接低速裝置如網路卡、聲卡等。

## 可选的外部接口
- IDE - 又稱(ATA)：連接硬碟和光碟機，已被SATA取代，Intel Sandy Bridge及以後的主板都不提供IDE介面。
- SATA（含SATA、SATA2、SATA3）：連接硬碟和光碟機。
- eSATA：連接eSATA介面的外置硬碟。
- PS/2：連接鍵盤和滑鼠，逐漸被USB取代中。
- USB：包含USB Type-A、USB Micro-B、USB Type-C等。
- IEEE 1394：用於連接專業的DV。
- Thunderbolt：是由英特爾發表的連接器標準，第一代、第二代介面與Mini DisplayPort整合，第三代開始改為與USB Type-C結合。
- M.2：用於連接固態硬碟、無線網路卡等裝置。
- 藍牙：無線方式連接手機、乙太網、耳機等
- 網路卡：通過RJ-45介面連接網路。
- 音效卡：通常有三个音訊介面，代表喇叭、麥克風和線路輸入。
- 內建顯示卡：D型口、DVI、HDMI或DisplayPort。
- SCSI：連接高階硬碟，已被SAS取代。
- SAS：連接高階硬碟，常見於伺服器。
- U.2：連接高階固態硬碟，常見於伺服器。
- 序列埠：連接舊式滑鼠、舊式印表機或其他工業裝置，已被USB取代。
- 並列埠：連接舊式印表機等裝置，已被USB取代。

## 主板規格
不同主機板規格有不同功用，所以大小也有不同。現時常用ATX、MicroATX、Mini-ITX 。
- XT（8.5 × 11"或216 × 279 mm）
- AT（12 × 11"–13"或305 × 279–330 mm）
- Baby-AT（8.5" × 10"–13"或216 mm × 254–330 mm）
- EATX（12" × 13"或305mm × 330 mm）
- Mini ATX（11.2" × 8.2"或284 mm × 208 mm）
- MicroATX（1996; 9.6" × 9.6"或244 mm × 244 mm）- 擴充插口比ATX規格少。
- Mini-ITX （170mm x 170mm）
- LPX（9" × 11"–13"或229 mm × 279–330 mm）
- picoBTX：主板最長203.20毫米，最多一個擴充卡插槽。
- microBTX：主板最長264.16毫米，最多四個擴充卡插槽。
- ATX（12" × 9.6"或305 mm × 244 mm）
- BTX：主板最長325.12毫米，最多七個擴充卡插槽。
- DTX：主板尺寸為203 mm乘244 mm，最多兩個擴充卡插槽。

## 知名主機板生產商

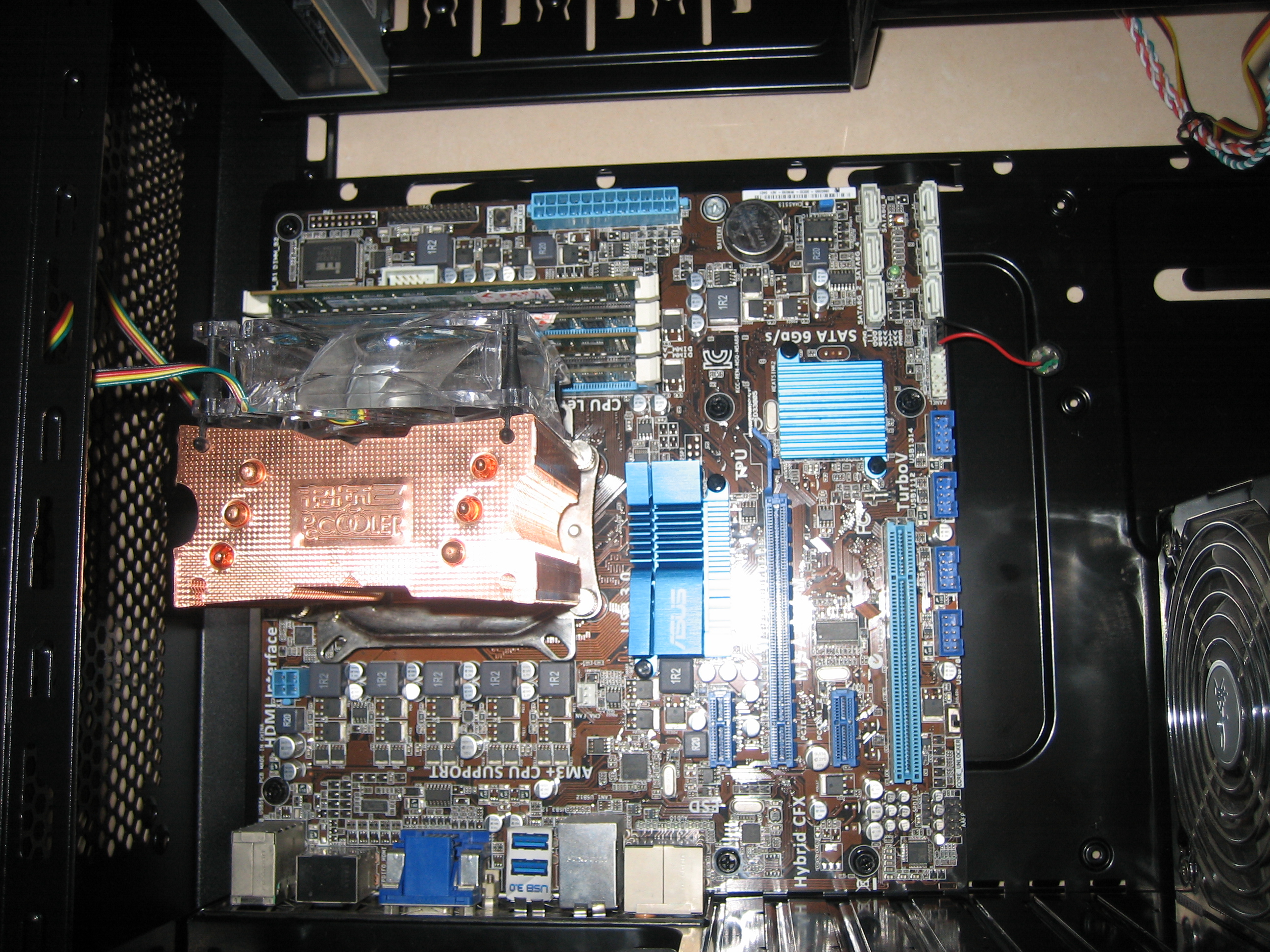
一塊已經安裝好記憶體、CPU和CPU散熱器的華碩主機板

- 華碩（ASUSTek）
- 技嘉（Gigabyte）
- 微星（MSI）
- 七彩虹（Colorful）
- 映泰（Biostar）
- 昂达（Onda）
- 英特尔 (Intel)
- 華擎（ASRock）
- 精英（ECS）
- 鴻海 (Foxconn)
- 铭瑄 (Maxsun)
- 盈通（Yeston）
- 磐英（EPoX）
- 友通（DFI）
- 建碁（Aopen）
- 浩鑫（Shuttle）
- 輝煌（Magic-Pro）
- 大眾電腦（FIC）
- 泰安電腦（Tyan）
- 超微電腦（Supermicro）
- 艾維克（EVGA）

## 外部連結
- Motherboard form factor guide （页面存档备份，存于）
- 新浪网 - 追根究底 常见主板品牌代工关系大揭秘 （页面存档备份，存于）
- 我们的主板和显卡是如何给CPU和GPU供电的？ （页面存档备份，存于）
- 主板供电全面解析